# Vilarenc (Abella de la Conca)

Vilarenc, respecte del terme d'Abella de la Conca

Vilarenc és un paratge del terme municipal d'Abella de la Conca, a la comarca del Pallars Jussà.
És al nord-est de la vila d'Abella de la Conca, a la part alta de la vall del barranc de la Vall. Situat al sud de l'Assossiada, és a llevant de Cal Pere de la Trena i de Casa Meler, així com de l'Estimat de Martí i de l'Estimat de Miquela.

## Etimologia
Es tracta d'un mot derivat de vila amb el sufic adjectivitzador -enc més el reforç de la -r- etimològica habitual en els derivats. Es tractaria d'un nucli de població diferenciat de la resta del terme. Ara bé, atès el lloc, possiblement prové del cognom Vila o de la masia d'Abella de la Conca Cal Vila.